# Mexico Olé
Mexico Olé ist das 15. Studioalbum des österreichischen Schlagersängers Freddy Quinn, das 1968 im Musiklabel Polydor (Nummer 78 267) erschien. Es konnte sich auf Platz 16 in den deutschen Albumcharts platzieren und beinhaltete mehrere Lieder spanischen Ursprungs. Singleauskopplungen wurden keine produziert.

## Titelliste
Das Album beinhaltet folgende zwölf Titel:
- Seite 1

1. Viva Mexico
2. Vaya con Dios (Original von Anita O’Day, 1953[3])
3. La barca de oro (im Original ein Volkslied[4])
4. Cu-Cu-Ru-Cu-Cu Paloma (Original von Pedro Infante, 1954[5])
5. La Golondrina (Original von Arturo B. Adamini, 1898; komponiert 1862 von Narciso Serradel Sevilla[6])
6. Ay, Jalisco No Te Rajes (Original als ¡Ay Jalisco… no te rajes! von Jorge Negrete, 1941[7])

- Seite 2

1. La Feria De Los Flores
2. Bésame mucho (Original von Chela Campos & La Lira de San Christóbal, 1941; komponiert von Consuelo Velázquez[8])
3. Cielito lindo (Original von Carlos Gardel, 1921; komponiert 1882 von Quirino Fidelino Mendoza y Cortés[9])
4. Canción mixteca (Original von José López Alavez, 1912[10])
5. A Quiet Tear (Una Lágrima Quieta) (Original von Herb Alpert & The Tijuana Brass, 1962[11])
6. Allá en el rancho grande (Original von Cantantes de la Orquesta Típica Mexicana, 1927[12])

## Charts und Chartplatzierungen
| ChartsChartplatzierungen | Höchstplatzierung | Wochen |
| ------------------------ | ----------------- | ------ |
| Deutschland (GfK)        | 16 (8 Wo.)        | 8      |